# پرچم نیجریه
پرچم نیجریه برای اولین بار در ۱ اکتبر ۱۹۶۰ به رسمیت شناخته شد و همچنین دارای تناسب ۱:۲ می‌باشد. این پرچم دارای دو رنگ سبز و سفید عمودی است که در وسط سفید و سیز در دو طرف قرار دارد.